# Bobby Ryan
Robert Shane Ryan (rodným jménem Stevenson; 17. března 1987 Cherry Hill) je bývalý americký lední hokejista, který hrával na postu křídelního útočníka. Jako hráč působil ve třech klubech NHL: Anaheim Ducks, Ottawa Senators a Detroit Red Wings. Odehrál v NHL 866 utkání, v nichž zaznamenal 569 kanadských bodů (261 branek). Vedle toho odehrál 51 zápasů ve vyřazovací části (32 bodů, 18 gólů). V roce 2015 byl vybrán do All-Star Game. V roce 2020 získal Bill Masterton Memorial Trophy za věrnost hokeji. S americkou reprezentací získal stříbrnou medaili na olympijských hrách ve Vancouveru roku 2010. Hrál též na mistrovství světa v roce 2012 (7. místo).
29. října 1997 Bobbyho otec Bob Stevenson v opilosti těžce zbil svou ženu Melody. Byla hospitalizována se čtyřmi zlomenými žebry, frakturou lebky a proraženou plící. Otec byl obviněn z pokusu o vraždu. Byl propuštěn na kauci, načež uprchl do Kanady, kde si zvolil nové jméno Ryan, inspirované filmem Zachraňte vojína Ryana. Jeho žena mu později odpustila a i se synem se k němu přestěhovala do Kanady. Bobby přijal i nové otcovo jméno. Rodina se nakonec vrátila do USA, konkrétně do El Segundo v Kalifornii, aby Bobby mohl hrát v elitním mládežnickém hokejovém systému. Díky tomu ale otec neunikl spravedlnosti a v únoru 2000 byl zatčen službou United States Marshals Service.